# Reggenza di Halmahera Occidentale
La reggenza di Halmahera Occidentale (in indonesiano: Kabupaten Halmahera Barat) è una reggenza dell'Indonesia, situata nella provincia di Maluku Settentrionale.